# Hubová
Hubová és un poble i municipi d'Eslovàquia que es troba a la regió de Žilina, al centre-nord del país. El 2022 tenia 1.072 habitants.

## Demografia
| Godina             | 1994 | 2004   | 2014   | 2024   |
| ------------------ | ---- | ------ | ------ | ------ |
| Nombre de persones | 1057 | 1063   | 1060   | 1085   |
| Diferència         |      | +0,56% | −0,28% | +2,35% |

| Godina             | 2023 | 2024   |
| ------------------ | ---- | ------ |
| Nombre de persones | 1088 | 1085   |
| Diferència         |      | −0,27% |